# Boško Šutalo
Boško Šutalo (Metković, 1º gennaio 2000) è un calciatore croato, difensore dello Standard Liegi.

## Caratteristiche tecniche
È un difensore centrale, dotato di buona tecnica e che cerca spesso l'anticipo; dispone anche di ottima personalità.

## Carriera

### Club

#### Osijek
Nato a Metković, inizia a giocare a calcio con la maggiore squadra locale, il Neretva Metković con cui gioca per cinque anni prima di trasferirsi al RNK Spalato e successivamente all'Osijek.
Dopo una buona annata con la formazione giovanile, viene inserito in seconda squadra, con cui debutta in 2.HNL, il 25 agosto 2018 nel pareggio contro il Sebenico. Il 19 settembre 2018, debutta in prima squadra disputando l'incontro di Coppa di Croazia vinto 3-0 contro lo Zagorec. Il 20 ottobre 2019 debutta in campionato, nell'ampia vittoria esterna contro il Rudeš (1-4).

#### Atalanta e prestito al Verona
Il 30 gennaio 2020 si trasferisce a titolo definitivo all'Atalanta per 5 milioni di euro. Debutta con gli "Orobici" il 2 luglio 2020 sostituendo Rafael Tolói nella gara vinta 2-0 contro il Napoli, e complessivamente nella sua prima stagione gioca 7 partite con i bergamaschi, tutte in campionato. Durante gli ottavi di finale di Coppa Italia contro il Cagliari della stagione 2020-2021 ha segnato un gol, il suo primo con gli orobici in partite ufficiali; la partita è poi finita 3-1 per l'Atalanta. Rimane a Bergamo per complessivamente un anno e mezzo, senza trovare molto spazio (nella stagione 2020-2021 gioca infatti ulteriori 7 partite in campionato e 2 partite in Coppa Italia, non venendo inoltre inserito in lista UEFA per la Champions League).
Il 25 agosto 2021 viene ceduto in prestito al Verona. Due giorni dopo fa il suo debutto con i veneti alla seconda giornata di campionato, persa 1-3 contro l'Inter.

#### Dinamo Zagabria e Standard Liegi
Il 21 giugno 2022, fa il suo ritorno in patria, firmando un contratto quinquennale con la Dinamo Zagabria.
L'8 luglio 2024 viene ingaggiato a titolo definitivo dallo Standard Liegi, club della prima divisione belga, con cui firma un contratto quinquennale.

### Nazionale
Ha giocato nelle nazionali giovanili croate Under-16, Under-18 ed Under-19.
Ha partecipato agli Europei Under-21 del 2021.

## Statistiche

### Presenze e reti nei club
Statistiche aggiornate al 26 maggio 2024.
| Stagione               | Squadra                | Campionato             | Campionato | Campionato | Coppe nazionali | Coppe nazionali | Coppe nazionali | Coppe continentali | Coppe continentali | Coppe continentali | Altre coppe | Altre coppe | Altre coppe | Totale | Totale | Totale |
| Stagione               | Squadra                | Comp                   | Pres       | Reti       | Comp            | Pres            | Reti            | Comp               | Pres               | Reti               | Comp        | Pres        | Reti        | Pres   | Reti   |        |
| ---------------------- | ---------------------- | ---------------------- | ---------- | ---------- | --------------- | --------------- | --------------- | ------------------ | ------------------ | ------------------ | ----------- | ----------- | ----------- | ------ | ------ | ------ |
| 2018-2019              | Osijek II              | 2.HNL                  | 10         | 1          |                 | -               | -               |                    | -                  | -                  |             | -           | -           | 10     | 1      |        |
| 2018-2019              | Osijek                 | 1.HNL                  | 12         | 0          | CC              | 1               | 0               |                    | -                  | -                  |             | -           | -           | 13     | 0      |        |
| 2019-gen. 2020         | Osijek                 | 1.HNL                  | 16         | 0          | CC              | 3               | 0               | UEL                | 2                  | 0                  |             | -           | -           | 21     | 0      |        |
| Totale Osijek          | Totale Osijek          | Totale Osijek          | 28         | 0          |                 | 4               | 0               |                    | 2                  | 0                  |             | -           | -           | 34     | 0      |        |
| gen.-giu. 2020         | Atalanta               | A                      | 7          | 0          | CI              | 0               | 0               | UCL                | 0                  | 0                  | -           | -           | -           | 7      | 0      |        |
| 2020-2021              | Atalanta               | A                      | 7          | 0          | CI              | 2               | 1               | UCL                | -                  | -                  | -           | -           | -           | 9      | 1      |        |
| Totale Atalanta        | Totale Atalanta        | Totale Atalanta        | 14         | 0          |                 | 2               | 1               |                    | -                  | -                  |             | -           | -           | 16     | 1      |        |
| 2021-2022              | Verona                 | A                      | 24         | 0          | CI              | 1               | 0               | -                  | -                  | -                  | -           | -           | -           | 25     | 0      |        |
| 2022-2023              | Dinamo Zagabria        | 1.HNL                  | 4          | 1          | CC              | 0               | 0               | UCL                | 4                  | 0                  | SC          | 0           | 0           | 8      | 1      |        |
| 2023-2024              | Dinamo Zagabria        | 1.HNL                  | 10         | 0          | CC              | 3               | 0               | UEL+UECL           | 2+4                | 0                  | -           | -           | -           | 19     | 0      |        |
| Totale Dinamo Zagabria | Totale Dinamo Zagabria | Totale Dinamo Zagabria | 14         | 1          |                 | 3               | 0               |                    | 10                 | 0                  |             | 0           | 0           | 27     | 1      |        |
| Totale carriera        | Totale carriera        | Totale carriera        | 77         | 2          |                 | 10              | 1               |                    | 12                 | 0                  |             | 0           | 0           | 99     | 3      |        |

## Palmarès

### Club

#### Competizioni nazionali
- Supercoppa di Croazia: 2

Dinamo Zagabria: 2022, 2023
- Campionato croato: 2

Dinamo Zagabria: 2022-2023, 2023-2024
- Coppa di Croazia: 1

Dinamo Zagabria: 2023-2024